# Острвица (Омиш)
Острвица је насељено место у саставу града Омиша, Сплитско-далматинска жупанија, Република Хрватска.

## Историја
До територијалне реорганизације у Хрватској налазила се у саставу старе општине Омиш.

## Становништво
На попису становништва 2011. године, Острвица је имала 196 становника.
| Број становника по пописима | Број становника по пописима | Број становника по пописима | Број становника по пописима | Број становника по пописима | Број становника по пописима | Број становника по пописима | Број становника по пописима | Број становника по пописима | Број становника по пописима | Број становника по пописима | Број становника по пописима | Број становника по пописима | Број становника по пописима | Број становника по пописима | Број становника по пописима |
| --------------------------- | --------------------------- | --------------------------- | --------------------------- | --------------------------- | --------------------------- | --------------------------- | --------------------------- | --------------------------- | --------------------------- | --------------------------- | --------------------------- | --------------------------- | --------------------------- | --------------------------- | --------------------------- |
| 1857                        | 1869                        | 1880                        | 1890                        | 1900                        | 1910                        | 1921                        | 1931                        | 1948                        | 1953                        | 1961                        | 1971                        | 1981                        | 1991                        | 2001                        | 2011                        |
| 297                         | 0                           | 149                         | 161                         | 173                         | 182                         | 400                         | 248                         | 191                         | 283                         | 278                         | 245                         | 232                         | 215                         | 210                         | 196                         |

Напомена: У 1869. подаци су садржани у насељу Числа, а у 1857. и од 1910. до 1948. садржи део података за насеље Числа.

### Попис1991.
На попису становништва 1991. године, насељено место Острвица је имало 215 становника, следећег националног састава:
| Попис 1991.‍  | Попис 1991.‍  | Попис 1991.‍ | Попис 1991.‍ | Попис 1991.‍ |
| ------------ | ------------ | ----------- | ----------- | ----------- |
|              |              |             |             |             |
| Хрвати       | Хрвати       |             | 214         | 99,53%      |
| неопредељени | неопредељени |             | 1           | 0,46%       |
| укупно: 215  |              |             |             |             |